# 608
608 (DCVIII) var ett skottår som började en måndag i den julianska kalendern.

## Händelser

### September
- 15 september – Sedan Bonifatius III har avlidit nästan ett år tidigare väljs Bonifatius IV till påve.

### Okänt datum
- Fokaskolonnen på Forum Romanum uppförs till kejsar Fokas ära.

## Födda
- Juwayriya bint al-Harith, en av Muhammeds hustrur.

## Avlidna
- Eulogius av Alexandria, grekisk-ortodox patriark av Alexandria.